# Strongylium terminatum
Strongylium terminatum es una especie de escarabajo del género Strongylium, familia Tenebrionidae, orden Coleoptera. Fue descrita científicamente por Say en 1824.
La especie se mantiene activa durante los meses de abril, mayo, junio, julio, agosto y septiembre.

## Descripción
Mide 11,2-12,3 milímetros de longitud.

## Distribución
Se distribuye por Estados Unidos y Canadá.